# Gouvernement Jóhannsson
République d'Islande
Gouvernement Gunnlaugsson Gouvernement Benediktsson
Le gouvernement Jóhannsson est le gouvernement de la République d'Islande du 7 avril 2016, au 11 janvier 2017.

## Coalition et historique

### Formation
Le 5 avril 2016, le Premier ministre Sigmundur Davíð Gunnlaugsson est éclaboussé par le scandale des Panama Papers et contraint à la démission,. Son ministre de la Pêche et de l'Agriculture Sigurður Ingi Jóhannsson forme le nouveau gouvernement deux jours plus tard,.

### Succession
Le nouveau gouvernement annonce la tenue d'élections législatives anticipées à l'automne suivant, ce qui est confirmé le 11 août par Bjarni Benediktsson, numéro deux du gouvernement qui annonce que les élections se tiendront le 29 octobre.
Si le Parti de l'indépendance gagne deux sièges, le Parti du progrès s'effondre et n'obtient que huit sièges, la coaliton perdant sa majorité. Sigurður Ingi Jóhannsson annonce alors son intention de démissionner, mais le président Guðni Th. Jóhannesson lui demande de rester en fonctions jusqu'à ce qu'un nouveau gouvernement puisse être formé.
Le 11 janvier 2017, une coalition entre le Parti de l'indépendance, Avenir radieux et Viðreisn forme le nouveau gouvernement,.

## Composition
- Les nouveaux ministres sont indiqués en gras, ceux ayant changé d'attributions en italique.

| Fonction                                                 | Titulaire | Titulaire                  | Parti |
| -------------------------------------------------------- | --------- | -------------------------- | ----- |
| Premier ministre                                         |           | Sigurður Ingi Jóhannsson   | Fram  |
| Ministre des Affaires étrangères                         |           | Lilja Dögg Alfreðsdóttir   | Fram  |
| Ministre de la Pêche et de l'Agriculture                 |           | Gunnar Bragi Sveinsson     | Fram  |
| Ministre de l'Environnement et des Ressources naturelles |           | Sigrún Magnúsdóttir        | Fram  |
| Ministre de l'Industrie et du Commerce                   |           | Ragnheiður Elín Árnadóttir | Sja   |
| Ministre des Finances et des Affaires économiques        |           | Bjarni Benediktsson        | Sja   |
| Ministre de l'Éducation et de la Culture                 |           | Illugi Gunnarsson          | Sja   |
| Ministre de l'Intérieur                                  |           | Ólöf Nordal                | Sja   |
| Ministre de la Santé                                     |           | Kristján Þór Júlíusson     | Sja   |
| Ministre des Affaires sociales et du Logement            |           | Eygló Harðardóttir         | Fram  |